# Famille von Studnitz
La famille Studnitz (tchèque ze Studnic) est le nom d'une ancienne famille noble de Moravie-Occidentale dont le siège du même nom (aujourd'hui Studnice) se trouve au sud de Velké Meziříčí.

## Histoire
La famille est mentionnée pour la première fois avec Philipp Hrb de la maison de Herbau (aujourd'hui Hrbov, quartier de Velké Meziříčí) près de Groß Meseritsch en 1358 et avec son fils Johann Hrb von Studnitz en 1377 sous le nom actuel. Selon d'autres informations, le nom de Studnitz est mentionné pour la première fois dans un document en 1306. Cette année-là, Venceslas III anoblit Benedictus, Andreas et Georg Studnitz,. La lignée familiale commence avec Georg von Studnitz (1478-1532), propriétaire de Geraltitz (plus tard Jeroltschütz) près de Konstadt, avec qui la famille s'établit finalement en Silésie en 1499. Ce dernier a épousé l'héritière du châtelain von Strachwitz auf Jerolschütz. Celui-ci devient ainsi le fondateur des branches Studnitz-Jerolschütz et Studnitz-Simmena, qui se divisent plus tard en plusieurs lignées, notamment les branches de Kritschen et Groß-Peterwitz.
La famille noble fonde une association familiale en 1912, qui se réunit tous les deux ans.
En 1991, à Świercze, l'ancien Schönwald (powiat d'Olesno, anciennement Rosenberg-en-Haute-Silésie), la rue du 15 décembre est rebaptisée rue de la famille von Studnitz.

## Armoiries

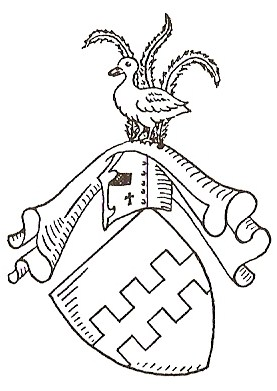
Armoiries de la famille von Studnitz

D'azur à la barre crénelée (de) alternée d'or. Sur le casque avec des lambrequins bleu et or, un canard (de) sauvage naturel devant trois (plus tard sept) plumes de coq (de) noires.

## Personnalités
- Andreas von Studnitz (de) (né en 1954), directeur de théâtre allemand, metteur en scène de théâtre et acteur
- Arthur von Studnitz (de) (1851–1927), conseiller d'État saxon, écrivain, fondateur d'une revue et d'une association
- Benno von Studnitz (de) (1830–1916), major général prussien
- Bogislav von Studnitz (1888–1943), lieutenant-général allemand de la Wehrmacht
- Ernst von Studnitz (de) (1898–1943), contre-amiral allemand
- Ernst-Jörg von Studnitz (de) (né en 1937), juriste et diplomate allemand
- Friedrich von Studnitz (de) (1796-1866), major général prussien
- Friedrich von Studnitz (1863-1932), lieutenant-général prussien
- Gilbert von Studnitz (né en 1950), auteur ainsi que commissaire et juge de la ville de Benicia, Californie.
- Gotthilft von Studnitz (de) (1908–1994), physiologiste, zoologiste et auteur allemand.
- Hans von Studnitz, administrateur de l'arrondissement de Schweidnitz et de l'arrondissement de Goldberg
- Hans Adam von Studnitz (de) (1711–1788), intendant et maréchal de cour allemand à Gotha, constructeur de la maison de campagne Studnitz à Wechmar
- Hans Georg von Studnitz (de) (1907–1993), journaliste et écrivain allemand
- Max von Studnitz (1853–1917), major général prussien
- Oswald von Studnitz (de) (1871–1963), Kapitän zur See de la Kaiserlichen Marine
- Paul von Studnitz (1853–1912), propriétaire du château de Buderose (de), père de Bogislav
- Wilfried von Studnitz (né en 1927), professeur de chimie clinique à l'université de Göteborg